# Akademicka Telewizja Naukowa
Akademicka Telewizja Naukowa (ATVN, początkowo UTVN – Uniwersytecka Telewizja Naukowa) – polski pierwszy internetowy kanał telewizyjny o tematyce naukowej, który działał w latach 2002–2008. Realizowany był przez ICM Uniwersytetu Warszawskiego dzięki dofinansowaniu przez Komisję Unii Europejskiej, jako projekt wygrany w konkursie w 5.Programie Ramowym IST (Information Society Technologies). Acronym Projektu – ICMAITN, Contract Nr. IST – 2001 – 38635 – ICMAITN FP 5 IST. Data rozpoczęcia projektu –  1 sierpnia 2002, data zakończenia projektu – 31 marca 2003.

## Historia
Pierwsza telewizja przez Internet w Polsce jest autorskim projektem mgr inż. Krystyny Rudowskiej. Kanał telewizyjny –  ATVN miał służyć wymianie myśli naukowej pomiędzy naukowcami na całym świecie oraz promocji polskiej nauki i polskich naukowców. Celem ATVN było informowanie na bieżąco jak najszerszej rzeszy odbiorców o rozwoju nauki polskiej oraz osiągnięciach naukowców w Polsce.
20 listopada 2002 r. odbyła się w Warszawie "Pierwsza Europejska Konferencja ICMAITN". Prezentacje na temat telewizji w Internecie miało wielu wybitnych specjalistów z Polski i Europy.  Tim Hardingham, IT Manager Pembroke College Cambridge University UK w trakcie wygłaszanego referatu powiedział  – "I've just discovered your Scientific TV program Archive. Utterly wonderfucl. That's what the Internet was designed for".
Pierwsze emisje odbywały się, tak jak w telewizji, w określonych godzinach w ciągu dnia ale odbiorcy z trudem trafiali na te właśnie godziny, szybko więc zaczęto emisję jednego powtarzającego się programu realizować pomiędzy godziną 6 rano a 6 rano dnia następnego. Blok programowy trwał około 30 minut i kodowany był w formacie RealAudio/RealVideo. Taki blok powtarzany był przez całą dobę, obejmując w ten sposób wszystkie strefy czasowe. Projekt ICMAITN w ramach którego były realizowane pierwsze nagrania, został oceniony przez Komisję Unii Europejskiej bardzo wysoko.
Programy ATVN były dostępna na stronie internetowej w specjalnym oknie, przypominającym ekran telewizora. Codziennie była premiera nowego nagrania. Po dniu emisji program był przekazywany do Archiwum, gdzie był już zawsze dostępny.
Zespół realizacyjny Akademickiej Telewizji Naukowej stworzył ponad 966 teleaudycji popularnonaukowych. Przez sześć lat istnienia kanału indywidualni odbiorcy odtworzyli programy ponad 3 miliony razy.Programy, kodowane były w formacie RealAudio/RealVideo. Nagrywane były w języku polskim, a część z nich ma także lektorską wersję angielską. Wyemitowane programy były dostępne w publicznym archiwum ATVN.
Programy ATVN zawsze były dostępne bezpłatnie. Nagrania były realizowane zarówno w kraju jak i za granicą. Linki do strony ATVN były dostępne na stronach ambasad polskich w wielu krajach oraz na stronach wielu uczelni. Listy z gratulacjami i pytaniami przychodziły z całego świata.
Telewizja ATVN była dotowana też przez Ministerstwo Nauki i Informatyzacji, Uniwersytet Warszawski, Ministerstwo Spraw Zagranicznych i inne podmioty.
W 2005 r. w ATVN ponownie został zrealizowany zwycięski w konkursie projekt ATVN-EU-GP finansowany przez Unię Europejską w 6 Programu Ramowym Nr 016012 w dziale " Integrating and strengthening the European Research Area". Rozpoczęcie Projektu 01 marca 2005 r. zakończenie Projektu 31 grudnia 2006 r. Koordynatorem Projektu był dr inż Janusz Granat z Instytutu Łączności.
W 2009 roku twórca i producentka ATVN Krystyna Rudowska przeszła na emeryturę i wtedy została wstrzymana produkcja programów do ATVN, a następnie Akademicka Telewizja Naukowa. W 2013 archiwum oraz strona emitująca programy została przez ICM wyłączona.

## ATVN w mediach[7]
1. Telewizja w Klubie Informatyka – 3-4 / 210-211 rok XXIII | marzec – kwiecień 2004
2. “Dzień dobry” – WARSZAWA nr. 54(224) 17 września 2004 r. Autor: Marcin Szumowski
3. e-mentor :: ATVN – Akademicka Telewizja Internetowa
4. Uniwersytet Warszawski – październik 2004 r.  Pismo Uczelni nr 4(20) ”Akademicka Telewizja Naukowa – wirtualny college dla głodnych wiedzy" Autor – Marta Boćkowska (ISSN 1640-2758)
5. EUROSTUDENT
6. Internetowe Centrum Informacji Edukacyjnej 2006 r. 21.10.2003 autor: Andrzej Figas ATVN.pl, pierwsza internetowa telewizja naukowa
7. PTI "Historia Informatyki" https://historiainformatyki.pl/historia/wydzial-elektroniki-politechniki-warszawskiej-wspomnienia-profesorow
8. Film & TV “kamera” nr 4/2005 (17) “Piękny umysł” autor – Iwona Burzyńska str.106-107 https://filmtvkamera.pl
9. Magazyn internetowy www nr 2/03(70) luty 2003 “Telewizja dla Internautów” autor – Andrzej Kwasniewski str.13 -15
9. UNIWERSYTET – NR 2(120) LUTY 2006 “Nasza naukowa telewizja” Autor – Izabela Jeżowska
10. Gazeta Wyborcza (Stołeczna) 02.03.2002 “ATVN ” Autor – Aneta Prymak
11. ekoprofit nr 3 (78) luty 2006 “Wykład na monitorze” Autor: Maria Kujawa-Szymanowicz str.67-70
12. RADIO I TELEWIZJA W POLSCE: RAPORT O STANIE RYNKU Dokument przyjęty przez Krajową Radę Radiofonii i Telewizji na posiedzeniu w dn. 11. 07.2006 r. str. 92

## Nagrody i wyróżnienia
- W kategorii "Twórcy Mediów" w IX Edycji Nagrody im.  Dariusza Fikusa, została nominowana Krystyna Rudowska (twórca i kierownik Akademickiej Telewizji Naukowej[11]
- Krystyna Rudowska w 2003 r. została nominowana do World Summit Award prestiżowej nagrody dla producentów multimediów za "The best in e-content and creativity" w kategorii e-inclusion. Produkt ID 8039   https://web.archive.org/web/20210119152825/https://www.worldsummitawardsaustralia.com/united-nations-world-summit-awards/
- W 2004 r. Krystyna Rudowska znalazła się wśród 28 nominowanych w finale pierwszej edycji konkursu "Popularyzator Nauki" organizowanego przez serwis "Nauka w Polsce" pod patronatem Ministra Nauki i Informatyzacji. https://naukawpolsce.pap.pl/aktualnosci/news%2C402911%2Ckonkurs-popularyzator-nauki-2004-rozstrzygniety.html